# زجیسواف کوژین
زجیسواف کوژین (لهستانی: Zdzisław Kozień؛ ‏ ۴ دسامبر ۱۹۲۴ – ۲۵ مارس ۱۹۹۸) بازیگر اهل لهستان بود. 
او در شهر کراکوف به‌دنیا آمد و در آنجا در یک گروه کر کودکان به اجرای برنامه پرداخت و بعدها در دوران اشغال لهستان کار هنری خود را به عنوان بازیگر آماتور روی صحنه تئاتر ارتش لهستان آغاز کرد.
از فیلم‌ها یا مجموعه‌های تلویزیونی که وی در آن‌ها نقش داشته‌است، می‌توان به جمهوری امید، صفر-هفت، به‌گوشم و مرد مرمرین اشاره نمود.